# Oberkirnach
Oberkirnach ist ein Stadtteil von St. Georgen im Schwarzwald im Schwarzwald-Baar-Kreis in Baden-Württemberg.

## Wappen
Beschreibung: „In Silber über einem gewellten blauen Schildfuß ein [vierspeichiges, achtschaufliges] rotes Mühlenrad.“

## Geschichte
Oberkirnach wurde im Jahr 1084 erstmals besiedelt. Die Entwicklung von Oberkirnach hing stark mit der Entwicklung des Klosters zusammen. 1810 kam Oberkirnach mit dem Grenzvertrag zwischen Württemberg und Baden zum Großherzogtum Baden. Am 1. Februar 1974 wurde Oberkirnach in die Stadt St. Georgen im Schwarzwald eingemeindet. Heute befinden sich alle Skilifte St. Georgens im Stadtteil Oberkirnach, weswegen Oberkirnach das wichtigste Wintersportzentrum von St. Georgen ist. Neben den St. Georgenern besuchen auch viele Touristen die Skipisten.